# Ватануки, Ёсукэ
Ёсукэ Ватануки (яп. 綿貫 陽介; род. 12 апреля 1998, Сайтама) — японский профессиональный теннисист. Победитель четырёх турниров ATP Challenger в одиночном разряде; и победитель шести турниров ITF (5 — в одиночном разряде).

## Спортивная карьера
В юниорском возрасте Ватануки добился своего лучшего результата, заняв 2-е место в мировом рейтинге среди юниоров. В 2016 году ему удалось выйти в полуфинал Открытого чемпионата США среди юниоров.
В профессиональном туре он в основном участвует в турнирах второго и третьего уровней Challenger и Future Tour. На данный момент ему удалось выиграть четыре титула в одиночном разряде и один титул в парном разряде в рамках Future Tour. В мировом туре ATP он дебютировал в парном разряде на турнире в Токио. В 2017 году в мировом рейтинге он вошёл в топ-500.
Свой первый титул претендентов он выиграл в ноябре 2019 года в Кобе. В финале без проблем обыграл своего соотечественника Юити Сугиту в двух сетах.
В 2018 году он дебютировал в составе национальной команды Японии в матчах Кубка Дэвиса.
На Открытом чемпионате Австралии по теннису в 2023 году японец стал победителем квалификации и в первом круге также отпраздновал успех, переиграв сильного француза Артура Риндеркнеха. Во втором уступил Себастьяну Корде. 
Два старших брата также являются профессиональными теннисистами. 

## Рейтинг на конец года
| Год  | Одиночный рейтинг | Парный рейтинг |
| 2022 | 145               | 1280           |
| 2021 | 266               |                |
| 2020 | 251               | 599            |
| 2019 | 263               | 539            |
| 2018 | 194               | 375            |
| 2017 | 356               | 1002           |

## Выступления на турнирах

### Финалы турнировATPв одиночном разряде (0)

#### Поражения (0)
| Легенда                     |
| --------------------------- |
| Турниры Большого шлема (0*) |
| Финал АТР-тура (0)          |
| ATP Мастерс 1000 (0)        |
| АТР 500 (0)                 |
| АТР 250 (0)                 |

| Титулы по покрытиям | Титулы по месту проведения матчей турнира |
| ------------------- | ----------------------------------------- |
| Хард (0)            | Зал (0)                                   |
| Грунт (0)           | Зал (0)                                   |
| Трава (0)           | Открытый воздух (0)                       |
| Ковёр (0)           | Открытый воздух (0)                       |

* количество побед в одиночном разряде.